# Brayan Lucumí
Brayan Damián Lucumí Lucumí (Villa Rica, Cauca, Colombia; 12 de febrero de 1994) es un futbolista colombiano. Juega como delantero y su equipo actual es Comerciantes Unidos de la Liga 1 del Perú.

## Trayectoria

### Deportivo Cali
Lucumí realizó las divisiones menores en Deportivo Cali, club con el que debutó profesionalmente en el 2012.
Debido a buenas actuaciones en la Segunda División de Colombia, fue fichado a préstamo por las fuerzas básicas de Tigres UANL en el 2017. Sin embargo, a mediados del 2017 rescindió su préstamo y su contrato vigente con Deportivo Cali para fichar por Deportivo Pasto.
En noviembre del 2020 ficha por Coritiba FC para afrontar la Serie A, sin embargo en febrero del 2021 descendería de categoría.
A inicios del 2025 fue confirmado como nuevo refuerzo de Comerciantes Unidos de Cutervo, para afrontar la Liga 1 2025. Solo duró un semestre en el club cutervino, jugando solo 6 partidos sin tener protagonismo, siendo una de las decepciones en las águilas.

## Clubes
| Club                        | País      | Año         |
| --------------------------- | --------- | ----------- |
| Deportivo Cali              | Colombia  | 2012 - 2013 |
| Llaneros (préstamo)         | Colombia  | 2014        |
| Real San Andrés (préstamo)  | Colombia  | 2015        |
| Cúcuta Deportivo (préstamo) | Colombia  | 2016        |
| Tigres UANL B (préstamo)    | México    | 2017        |
| Deportivo Pasto             | Colombia  | 2017 - 2018 |
| Envigado F. C.              | Colombia  | 2019        |
| Cortuluá                    | Colombia  | 2019 - 2020 |
| Coritiba FC                 | Brasil    | 2020 - 2021 |
| Portuguesa                  | Brasil    | 2021        |
| Portuguesa Fútbol Club      | Venezuela | 2022        |
| Real Cartagena              | Colombia  | 2024        |
| Comerciantes Unidos         | Perú      | 2025 - Act. |